# Ictidosuchoides
Ictidosuchoides és un gènere extint de sinàpsids de la família dels ictidosúquids que visqueren al sud d'Àfrica durant el Wuchiapingià (Permià superior). Se n'han trobat restes fòssils a les províncies sud-africanes del Cap Occidental i el Cap Oriental. Aquests baurioïdeus primitius eren carnívors petits amb un aspecte que recorda les mosteles. El nom genèric Ictidosuchoides significa 'semblant a Ictidosuchus' en llatí.